# هدى الزين
هدى الزين هي كاتبة وروائية وناقدة وصحفية وإعلامية سورية، ورئيسة تحرير مجلة «وهج باريس» الثقافية التي تصدر شهريًّا في فرنسا باللغتين العربية والفرنسية. سافرت إلى فرنسا وتعيش هناك منذ عام 1982، وحولت بعض أعمالها الروائية إلى أفلام سينمائية ومسلسلات درامية تليفزيونية.

## أعمالها ومؤلفاتها
ألفت هدى الزين العديد من المؤلفات التي تنوعت بين الشعر، والرواية، وتشبع الكثير منها بسمات تجاربها الشخصية ومشاهداتها في فرنسا، ومنها:
- بداية الاسفار (شعر): صدر عام 1980 عن اتحاد الكتاب العرب.[3]
- غابة من الشوك (رواية): صدرت عام 1999 عن الهيئة المصرية العامة للكتاب، وحولتها المخرجة إيناس الدغيدي في عام 2005 إلى فيلم سينمائي حمل عنوان الباحثات عن الحرية.[4][5]
- يوميات امرأة عربية في باريس: صدر عام 2001 عن الهيئة المصرية العامة للكتاب في القاهرة.[6]
- أوراق امرأة - رحلة من النور إلى المجهول في باريس: صدرت عام 2005 عن دار الشرق للطباعة والنشر، وحولت إلى مسلسل درامي من بطولة هالة شوكت وصباح السالم.
- الأدب النسائي المعاصر في سوريا ولبنان: صدر عام 2007 عن الهيئة المصرية العامة للكتاب بالقاهرة.[7]
- المقاهي الادبية في باريس: صدر عام 2014 عن الهيئة المصرية العامة للكتاب بالقاهرة.[8][9]